# Beaulieu-sur-Sonnette
Pour les articles homonymes, voir Beaulieu et Sonnette.
Beaulieu-sur-Sonnette est une commune du Sud-Ouest de la France, située dans le département de la Charente (région Nouvelle-Aquitaine).
Ses habitants sont appelés les Belusois et les Belusoises.

## Géographie

### Localisation et accès
La commune de Beaulieu-sur-Sonnette est l'une des moins étendues du canton de Saint-Claud. La partie nord-ouest de la commune forme une pointe qui sépare la commune de Chassiecq, dans le canton de Champagne-Mouton, de la commune de Cellefrouin, dans le canton de Mansle.
Le gros bourg de Beaulieu, à neuf kilomètres nord-ouest de Saint-Claud, mérite bien son nom par sa situation au sommet et sur les flancs d'une haute colline au pied de laquelle coule la Sonnette.

### Hameaux et lieux-dits
Les quelques hameaux relativement importants de la commune sont : la Grange à Broussard, dans le nord de la commune et le Paradis.
Dans l'ouest de la commune, au sommet d'une colline qui domine la vallée de la Sonnette, se dresse le château de Sansac.

### Communes limitrophes
|          | Chassiecq   | Turgon |
| Ventouse | Beaulieu    | Parzac |
|          | Cellefrouin |        |

### Géologie et relief
Géologiquement, la commune est dans le calcaire du Jurassique du Bassin aquitain, comme tout le Nord-Charente. Plus particulièrement, le Bajocien occupe les flancs de vallées au sud et à l'ouest de la commune (Dogger). Cependant, d'importants épandages d'altérites et dépôts du Tertiaire en provenance du Massif central sous forme d'argile rouge à silex couvrent le plateau sur quasiment toute la commune,,,.
Le relief de la commune est celui d'un plateau d'une altitude moyenne de 130 m, traversé par deux vallées qui s'assemblent au sud-ouest. Le point culminant de la commune est à une altitude de 163 m, situé sur la limite nord-est. Le point le plus bas est à 86 m, situé sur la Sonnette en limite sud-ouest. Le bourg de Beaulieu, surplombant la vallée de la Sonnette, s'étage entre 110 et 140 m d'altitude.

### Hydrographie

#### Réseau hydrographique
La commune est située dans  le bassin versant de la Charente au sein  du Bassin Adour-Garonne. Elle est drainée par la Sonnette et par un petit cours d'eau, qui constituent un réseau hydrographique de 8 km de longueur totale,.
La Sonnette parcourt tout le sud de la commune, de l'est à l'ouest. D'une longueur totale de 22,3 km, il prend sa source dans la commune de Saint-Laurent-de-Céris. Il s'agit d'un joli cours d'eau qui arrose de belles prairies dans une riante vallée, et qui va rejoindre le Son dans la commune voisine de Ventouse pour former le Son-Sonnette.
Un ruisseau descendant de Chassiecq se jette dans la Sonnette au pied du château de Sansac, où on trouve aussi un gouffre.
On trouve aussi quelques fontaines (fontaine de Paradis, fontaine du Breuil).

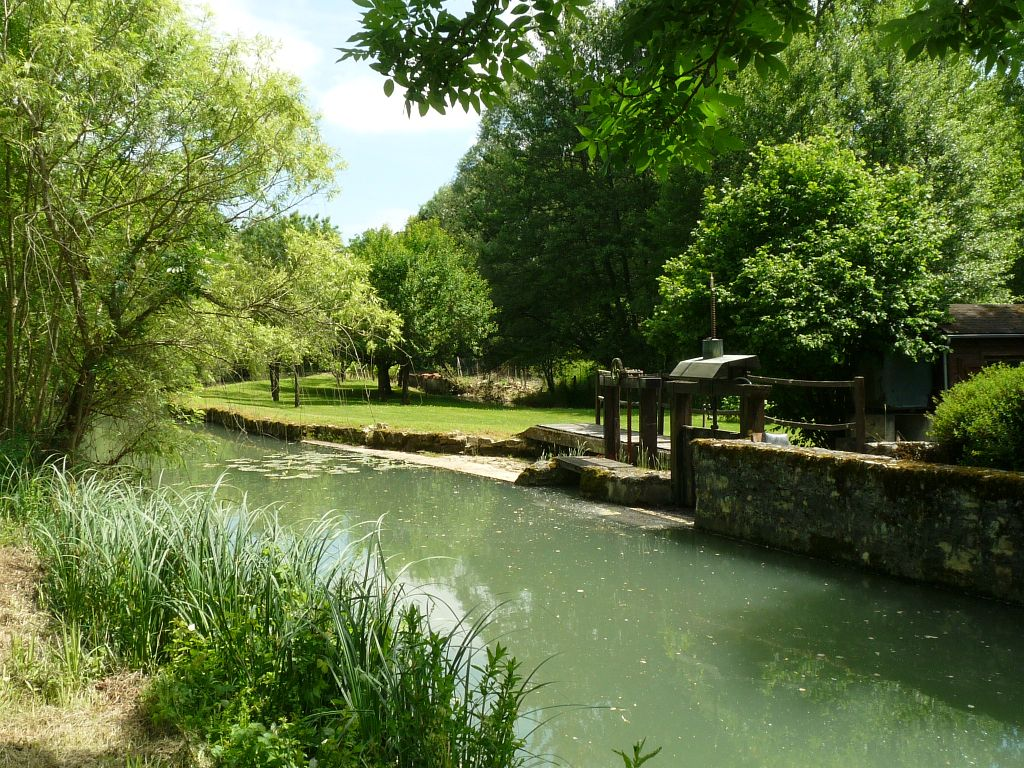
La Sonnette au pied de Beaulieu.
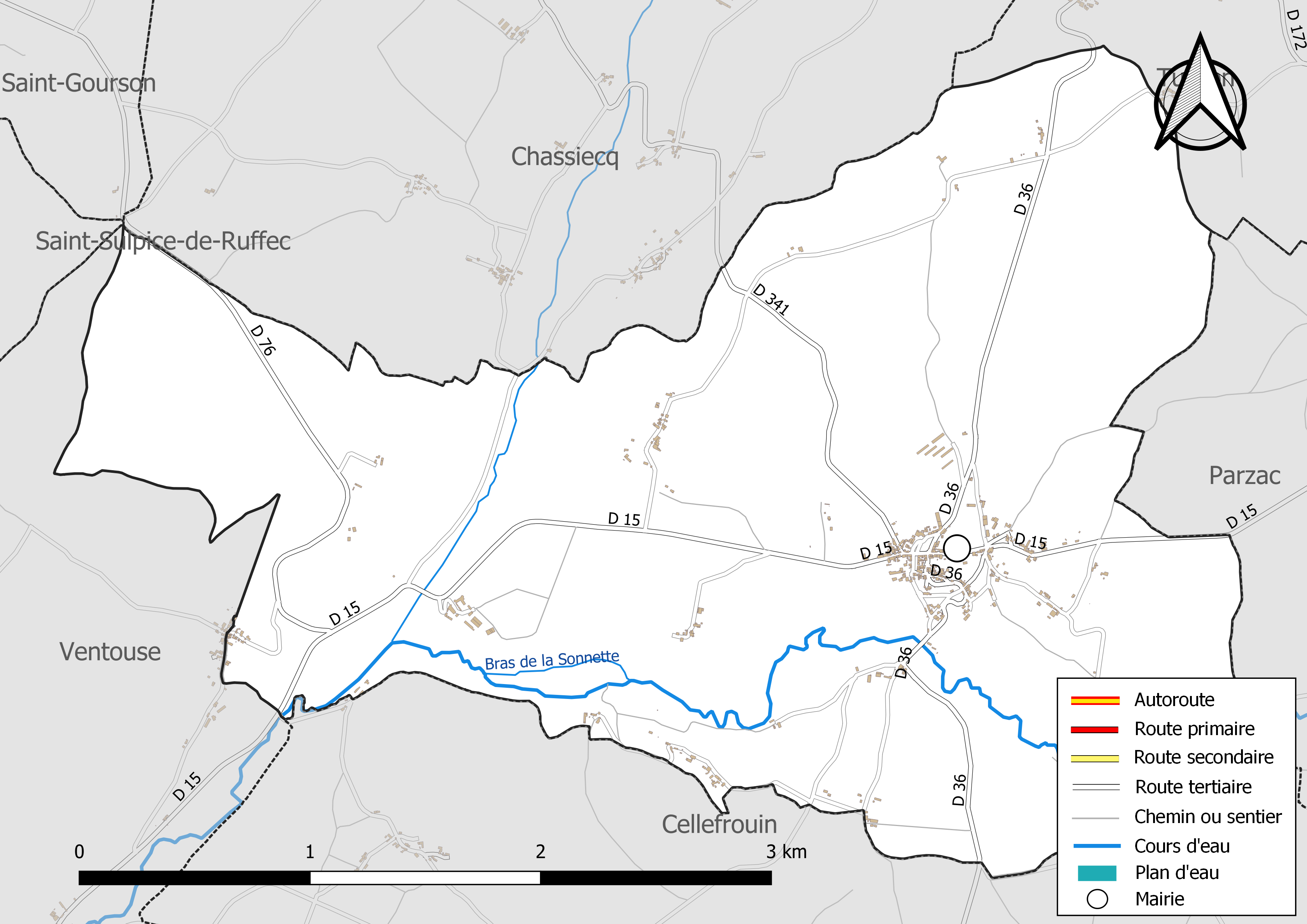
Réseaux hydrographique et routier de Beaulieu-sur-Sonnette

#### Gestion des cours d'eau
Le territoire communal est couvert par le schéma d'aménagement et de gestion des eaux (SAGE) « Charente ». Ce document de planification, dont le territoire correspond au bassin de la Charente, d'une superficie de 9 300 km2, a été approuvé le 19 novembre 2019. La structure porteuse de l'élaboration et de la mise en œuvre est l'établissement public territorial de bassin Charente. Il définit sur son territoire les objectifs généraux d’utilisation, de mise en valeur et de protection quantitative et qualitative des ressources en eau superficielle et souterraine, en respect des objectifs de qualité définis dans le troisième SDAGE  du Bassin Adour-Garonne qui couvre la période 2022-2027, approuvé le 10 mars 2022.

### Climat
Comme dans les trois quarts sud et ouest du département, le climat est océanique aquitain, légèrement dégradé car la commune se situe aux abords de la Charente limousine.

### Végétation
Des bois assez importants couvrent l'ouest de la commune.

### Limite dialectale
Linguistiquement, la commune est située à la frontière du dialecte marchois à l'est qui est considéré comme une langue d'oc, et du dialecte poitevin de la langue d'oïl à l'ouest,. Le nom de la commune en occitan est Beuluec.

## Urbanisme

### Typologie
Au 1er janvier 2024, Beaulieu-sur-Sonnette est catégorisée commune rurale à habitat dispersé, selon la nouvelle grille communale de densité à 7 niveaux définie par l'Insee en 2022.
Elle est située hors unité urbaine et hors attraction des villes,.

### Occupation des sols
L'occupation des sols de la commune, telle qu'elle ressort de la base de données européenne d’occupation biophysique des sols Corine Land Cover (CLC), est marquée par l'importance des territoires agricoles (64,3 % en 2018), une proportion sensiblement équivalente à celle de 1990 (64,5 %). La répartition détaillée en 2018 est la suivante : 
forêts (32,5 %), terres arables (31,5 %), prairies (20,9 %), zones agricoles hétérogènes (11,9 %), zones urbanisées (3,2 %). L'évolution de l’occupation des sols de la commune et de ses infrastructures peut être observée sur les différentes représentations cartographiques du territoire : la carte de Cassini (XVIIIe siècle), la carte d'état-major (1820-1866) et les cartes ou photos aériennes de l'IGN pour la période actuelle (1950 à aujourd'hui).

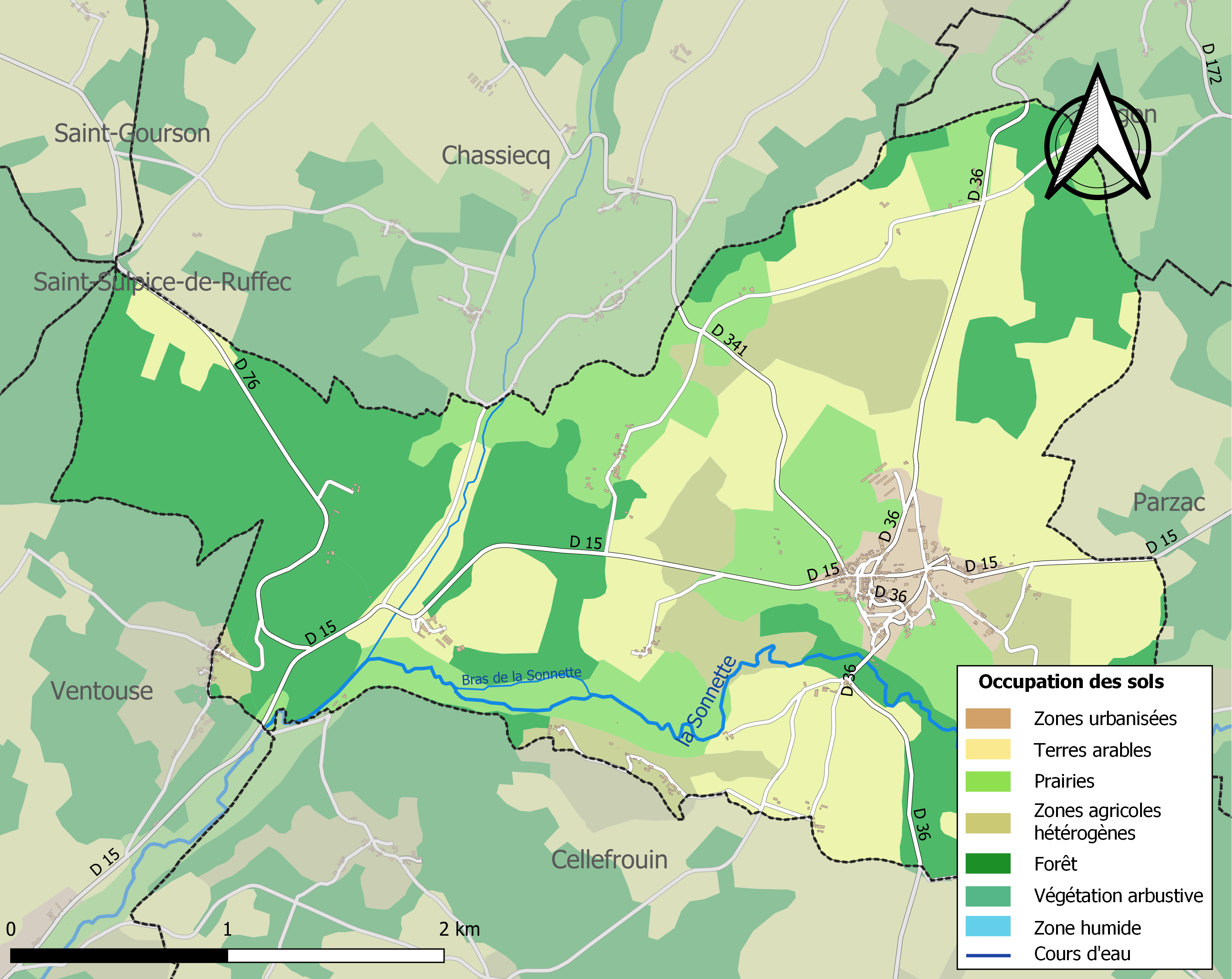
Carte des infrastructures et de l'occupation des sols de la commune en 2018 (CLC).

### Risques majeurs
Le territoire de la commune de Beaulieu-sur-Sonnette est vulnérable à différents aléas naturels : météorologiques (tempête, orage, neige, grand froid, canicule ou sécheresse) et séisme (sismicité modérée). Un site publié par le BRGM permet d'évaluer simplement et rapidement les risques d'un bien localisé soit par son adresse soit par le numéro de sa parcelle.

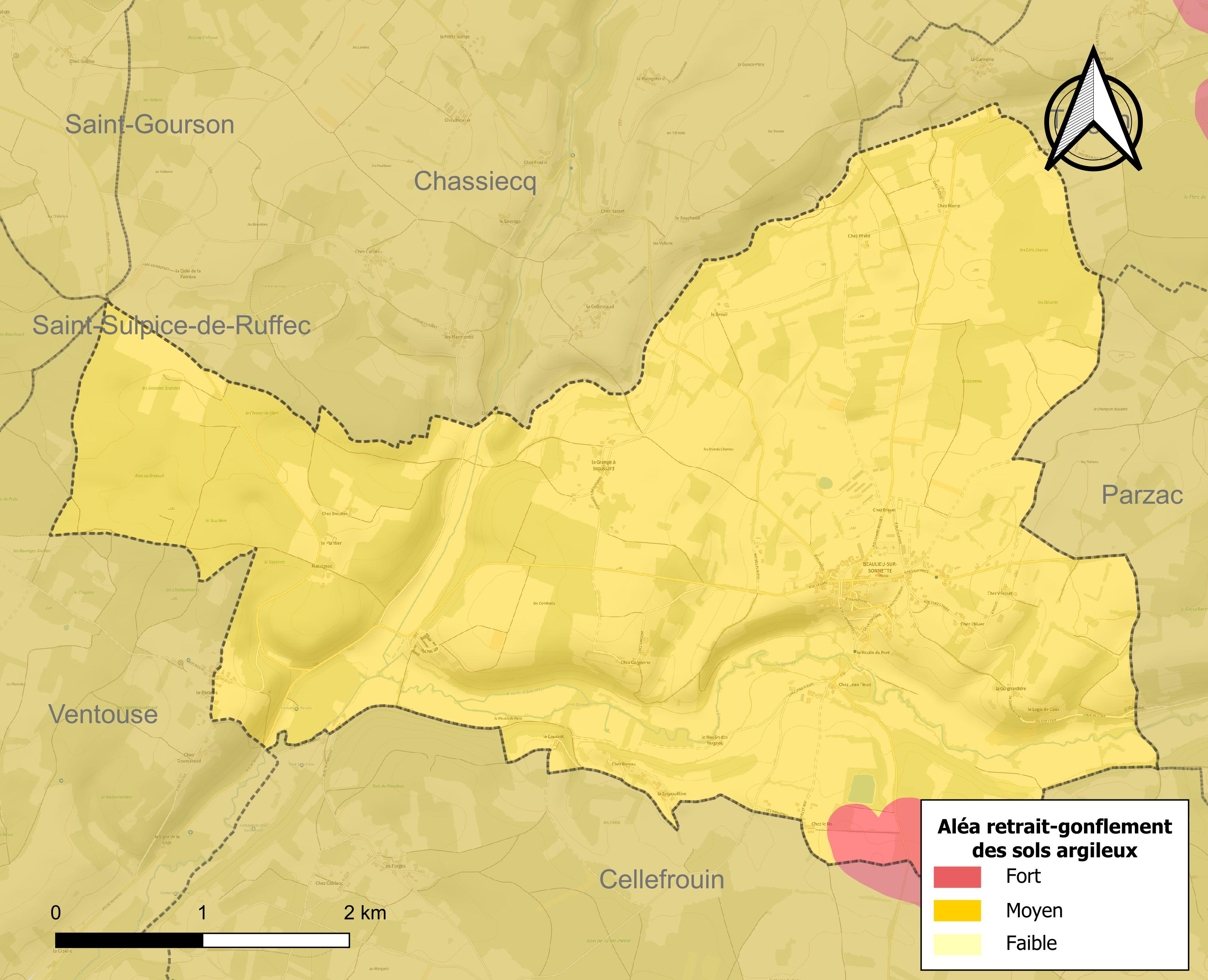
Carte des zones d'aléa retrait-gonflement des sols argileux de Beaulieu-sur-Sonnette.

Le retrait-gonflement des sols argileux est susceptible d'engendrer des dommages importants aux bâtiments en cas d’alternance de périodes de sécheresse et de pluie. La totalité de la commune est en aléa moyen ou fort (67,4 % au niveau départemental et 48,5 % au niveau national). Sur les 199 bâtiments dénombrés sur la commune en 2019,  199 sont en aléa moyen ou fort, soit 100 %, à comparer aux 81 % au niveau départemental et 54 % au niveau national. Une cartographie de l'exposition du territoire national au retrait gonflement des sols argileux est disponible sur le site du BRGM,.
Par ailleurs, afin de mieux appréhender le risque d’affaissement de terrain, l'inventaire national des cavités souterraines permet de localiser celles situées sur la commune.
La commune a été reconnue en état de catastrophe naturelle au titre des dommages causés par les inondations et coulées de boue survenues en 1982, 1983 et 1999. Concernant les mouvements de terrains, la commune a été reconnue en état de catastrophe naturelle au titre des dommages causés par la sécheresse en 2009 et par des mouvements de terrain en 1999.

## Toponymie
Une forme ancienne est Bello Loco au Moyen Âge, qui est simplement la forme en latin de beau lieu,.
Le hameau du Paradis doit son nom à sa situation au sommet d'une colline élevée.

## Histoire
Le château de Sansac, élégante construction de la Renaissance, fut le berceau d'une des familles les plus remarquables de l'Angoumois, la famille Prévost de Sansac, d'où sont issues les branches de Lavauzelle, de Touchimbert et de Traversay.
Le membre le plus connu de cette illustre famille est Louis Prévost de Sansac, qui fut compagnon d'armes du roi François Ier, puis gouverneur de l'Angoumois. Il avait été fait prisonnier à la bataille de Pavie; mais il réussit à s'échapper en sautant sur le cheval d'un Espagnol. À 80 ans, il se signalait encore par son ardeur guerrière. Il mourut à l'âge de 84 ans, probablement à Cognac.
L'état des paroisses de 1686 donne la comtesse de Sansac, comme dame de cette paroisse de Beaulieu de 94 feux où sont produits du grain et des châtaignes et où se pratique l'élevage.
Au XVIIe siècle et au début du XVIIIe siècle, une branche de la famille Bardonin (ou Bardonnin) étaient comtes de Sansac et habitaient au château.
Beaulieu a pris le nom de Beaulieu-sur-Sonnette à partir de 1913.

## Politique et administration

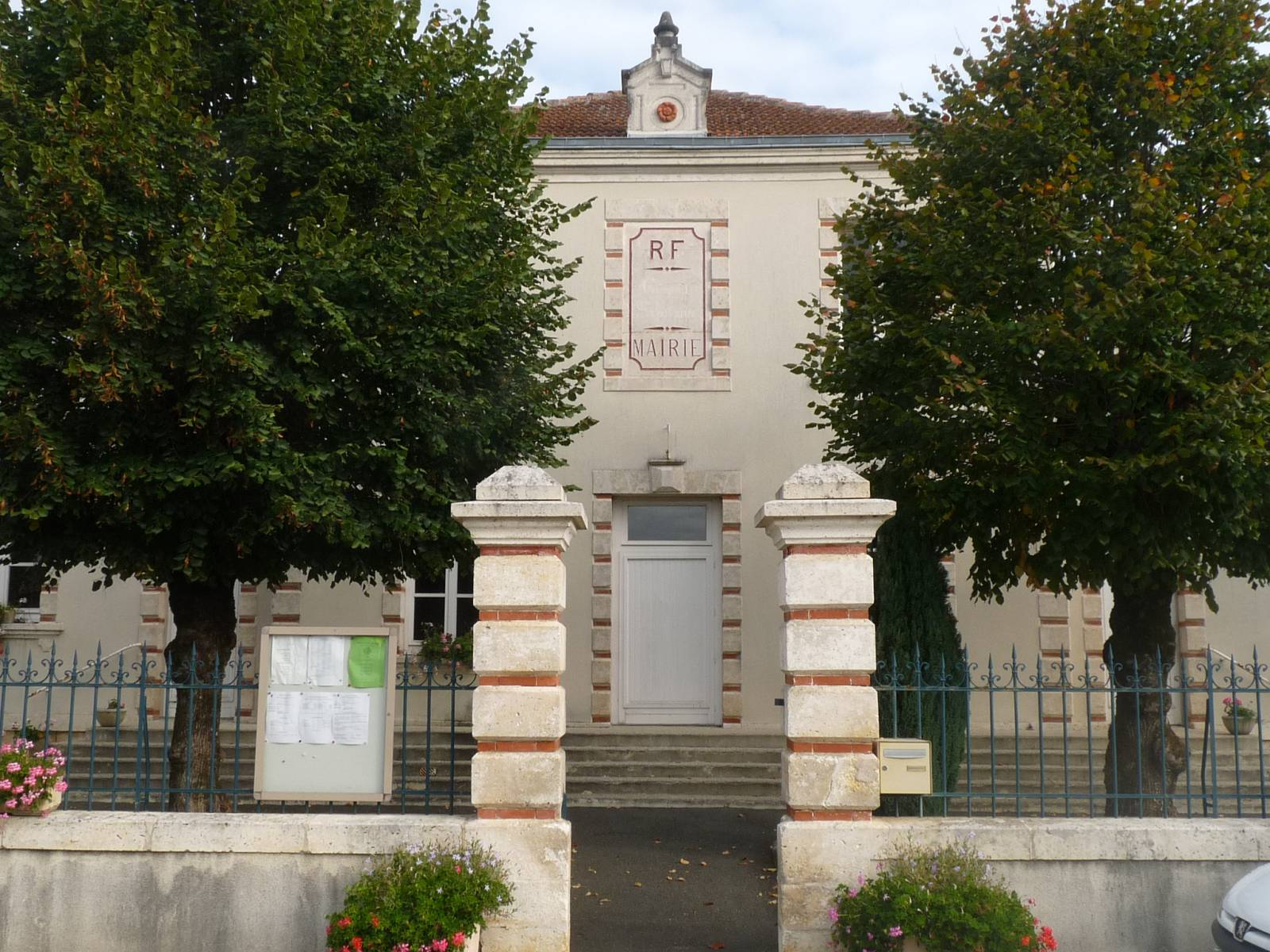
La mairie.

| Période                                  | Période  | Identité                    | Étiquette | Qualité                         |
| ---------------------------------------- | -------- | --------------------------- | --------- | ------------------------------- |
| Les données manquantes sont à compléter. |          |                             |           |                                 |
|                                          | 1995     | Jean Grosyeux               |           |                                 |
| 1995                                     | 2008     | Jacques Morel               | DVG       |                                 |
| 2008                                     | 2020     | Daniel Rousseau             | DVG       | Enseignant retraité             |
| 2020                                     | En cours | Francis Kleber Aime Porquet |           | Assimilé fonctionnaire retraité |

## Démographie

### Évolution démographique
L'évolution du nombre d'habitants est connue à travers les recensements de la population effectués dans la commune depuis 1793. Pour les communes de moins de 10 000 habitants, une enquête de recensement portant sur toute la population est réalisée tous les cinq ans, les populations de référence des années intermédiaires étant quant à elles estimées par interpolation ou extrapolation. Pour la commune, le premier recensement exhaustif entrant dans le cadre du nouveau dispositif a été réalisé en 2007.

En 2022, la commune comptait 222 habitants, en évolution de +0,45 % par rapport à 2016 (Charente : −0,48 %, France hors Mayotte : +2,11 %).
| 1793 | 1800 | 1806 | 1821 | 1831 | 1841 | 1846 | 1851 | 1856 |
| ---- | ---- | ---- | ---- | ---- | ---- | ---- | ---- | ---- |
| 671  | 691  | 691  | 717  | 800  | 840  | 813  | 797  | 763  |

| 1861 | 1866 | 1872 | 1876 | 1881 | 1886 | 1891 | 1896 | 1901 |
| ---- | ---- | ---- | ---- | ---- | ---- | ---- | ---- | ---- |
| 740  | 685  | 718  | 774  | 774  | 740  | 706  | 637  | 607  |

| 1906 | 1911 | 1921 | 1926 | 1931 | 1936 | 1946 | 1954 | 1962 |
| ---- | ---- | ---- | ---- | ---- | ---- | ---- | ---- | ---- |
| 659  | 677  | 554  | 524  | 553  | 524  | 523  | 511  | 483  |

| 1968 | 1975 | 1982 | 1990 | 1999 | 2006 | 2007 | 2012 | 2017 |
| ---- | ---- | ---- | ---- | ---- | ---- | ---- | ---- | ---- |
| 448  | 336  | 326  | 300  | 269  | 282  | 284  | 254  | 207  |

| 2022 | - | - | - | - | - | - | - | - |
| ---- | - | - | - | - | - | - | - | - |
| 222  | - | - | - | - | - | - | - | - |

### Pyramide des âges
La population de la commune est relativement âgée.
En 2018, le taux de personnes d'un âge inférieur à 30 ans s'élève à 17,6 %, soit en dessous de la moyenne départementale (30,2 %). À l'inverse, le taux de personnes d'âge supérieur à 60 ans est de 47 % la même année, alors qu'il est de 32,3 % au niveau départemental.
En 2018, la commune comptait 97 hommes pour 106 femmes, soit un taux de 52,22 % de femmes, légèrement supérieur au taux départemental (51,59 %).
Les pyramides des âges de la commune et du département s'établissent comme suit.
| Hommes | Classe d’âge | Femmes |
| ------ | ------------ | ------ |
| 2,1    | 90 ou +      | 3,9    |
| 9,5    | 75-89 ans    | 17,1   |
| 35,0   | 60-74 ans    | 26,3   |
| 22,0   | 45-59 ans    | 29,6   |
| 11,1   | 30-44 ans    | 8,1    |
| 10,6   | 15-29 ans    | 8,0    |
| 9,7    | 0-14 ans     | 7,0    |

| Hommes | Classe d’âge | Femmes |
| ------ | ------------ | ------ |
| 1      | 90 ou +      | 2,7    |
| 9,2    | 75-89 ans    | 12     |
| 20,6   | 60-74 ans    | 21,3   |
| 20,7   | 45-59 ans    | 20,3   |
| 16,8   | 30-44 ans    | 16     |
| 15,6   | 15-29 ans    | 13,4   |
| 16,1   | 0-14 ans     | 14,3   |

## Culture locale et patrimoine

### Lieux et monuments

#### Patrimoine religieux

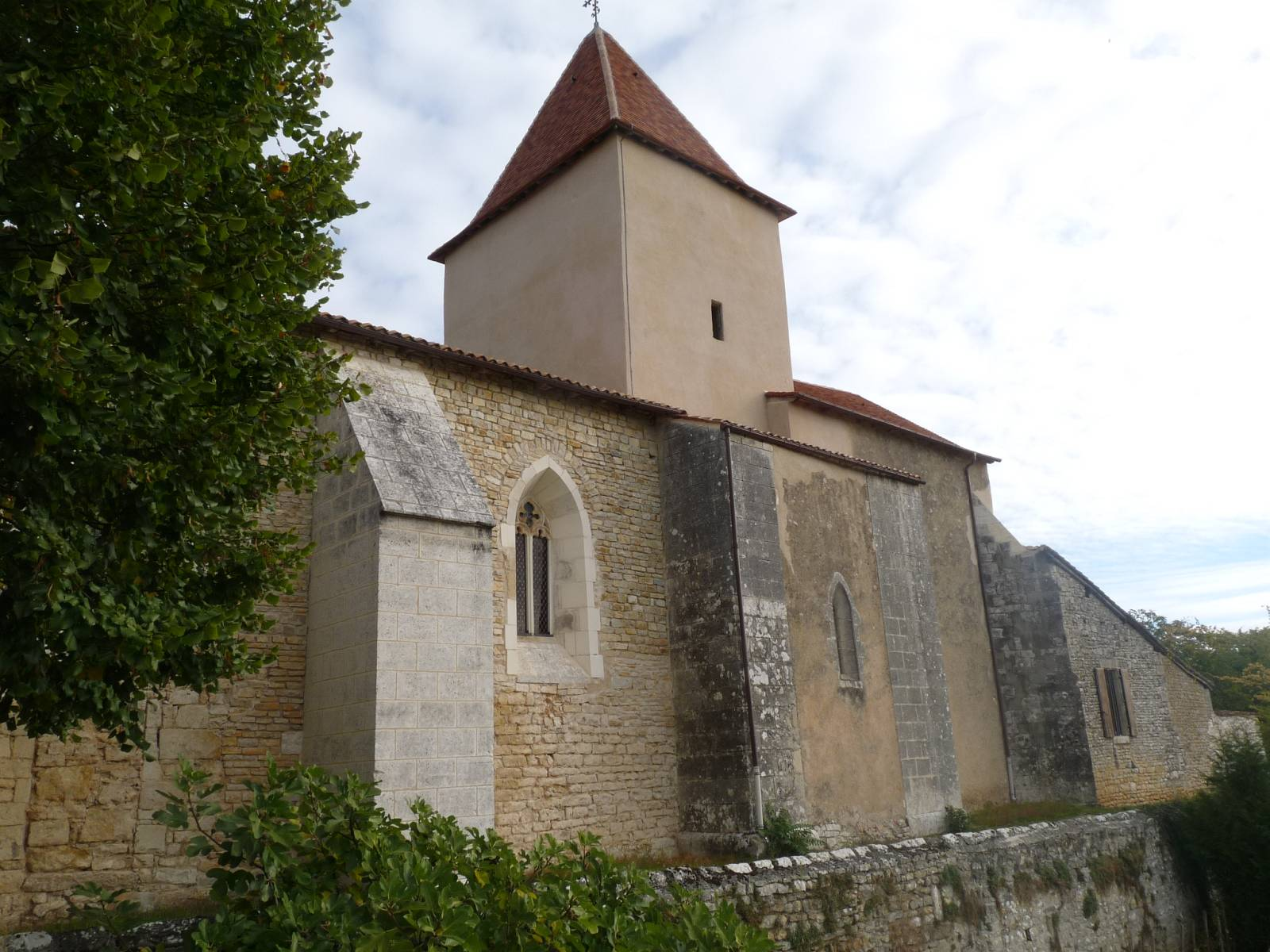
L'église Notre-Dame.

L'église paroissiale Saint-Côme-et-Saint-Damien ou Notre-Dame de Beaulieu, paroisse de Notre Dame des Terres en Haute-Charente, est un ancien prieuré-cure, ayant dépendu de l'abbaye Saint-Pierre de Cellefrouin. Cette église, de la fin du XIIe siècle, est petite et simple de plan. Elle se compose d'une nef et d'une abside, couverte de voûtes d'ogives du milieu du XVIe siècle, dont les supports sont des consoles sculptées. Elle a été l'objet de restaurations en 1877-1878. Elle possède un retable de la Renaissance. Le clocher et la charpente ont été refaits en 2008, et les travaux de restauration poursuivis entre 2010 et 2013. En 2010, l'ancien logis prieural situé au nord de l'église a été restauré.

#### Patrimoine civil
- Le château de Sansac.

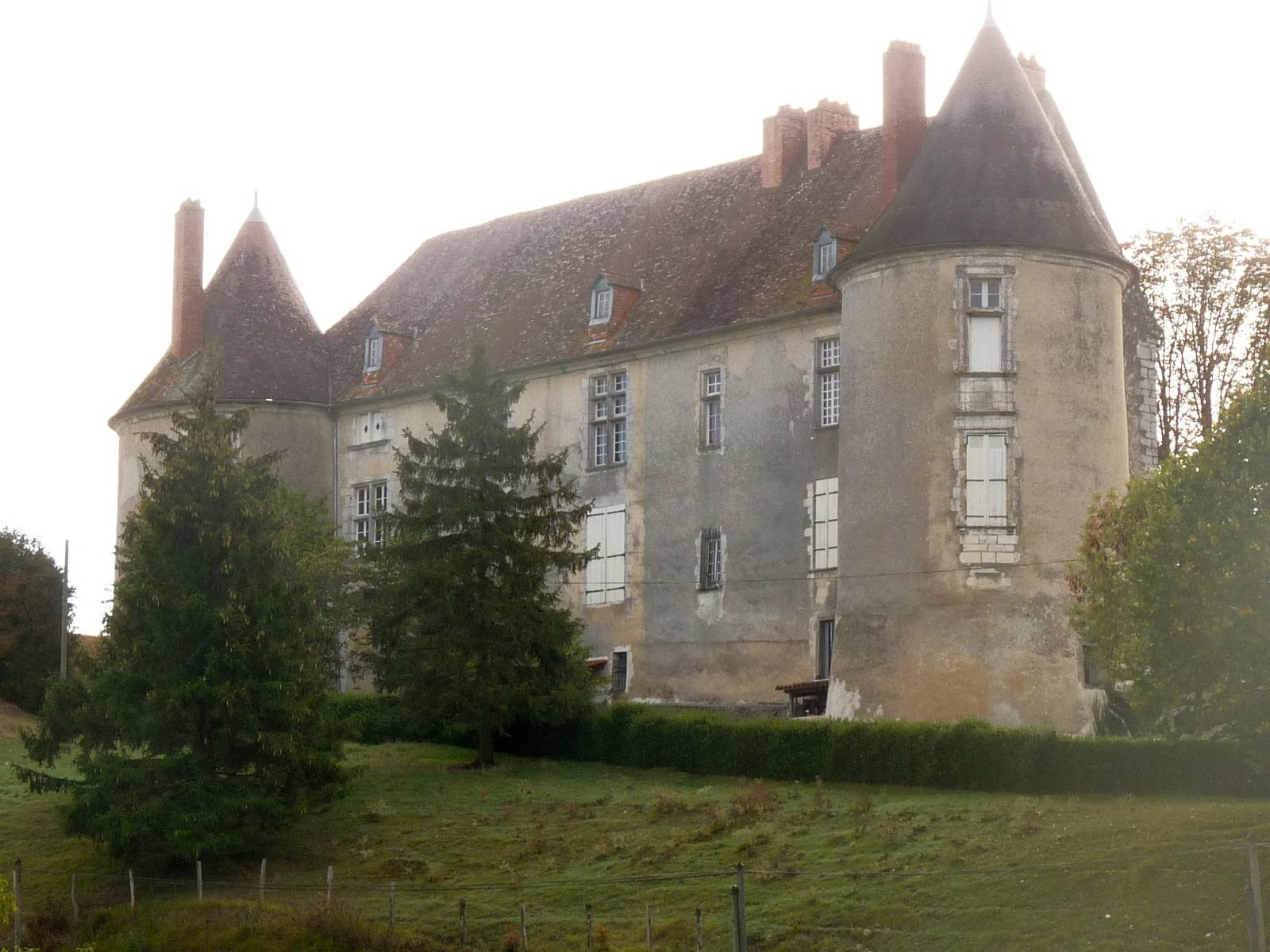
Le château de Sansac.

- Un moulin à blé, appelé Moulin du Pont[39].

### Personnalités liées à la commune
- Louis Prévost de Sansac, baron de Sansac et de Cellefrouin, lieutenant du roi François Ier, au XVIe siècle.
- Alfred Mesnier (1856-19..), avocat, auteur d'ouvrages antisémites sous le pseudonyme de Georges Meynié (d), est né dans la commune.

### Héraldique
| Blason | Blasonnement : D'azur à deux fasces d'or accompagnées de six merlettes du même, posées 3, 2 et 1. |